# 東松島市立野蒜小学校
東松島市立野蒜小学校（ひがしまつしましりつ のびるしょうがっこう）は、かつて宮城県東松島市野蒜にあった公立小学校。2016年3月末をもって東松島市立宮戸小学校と統合により閉校した。統合後の校名は東松島市立宮野森小学校となり2016年4月に開校。

## 概要
野蒜海水浴場、松島自然の家、松島簡易保険保養センター、松島ユースホステル、総合体育館バウンズ88などを学区内に有する。

## 沿革

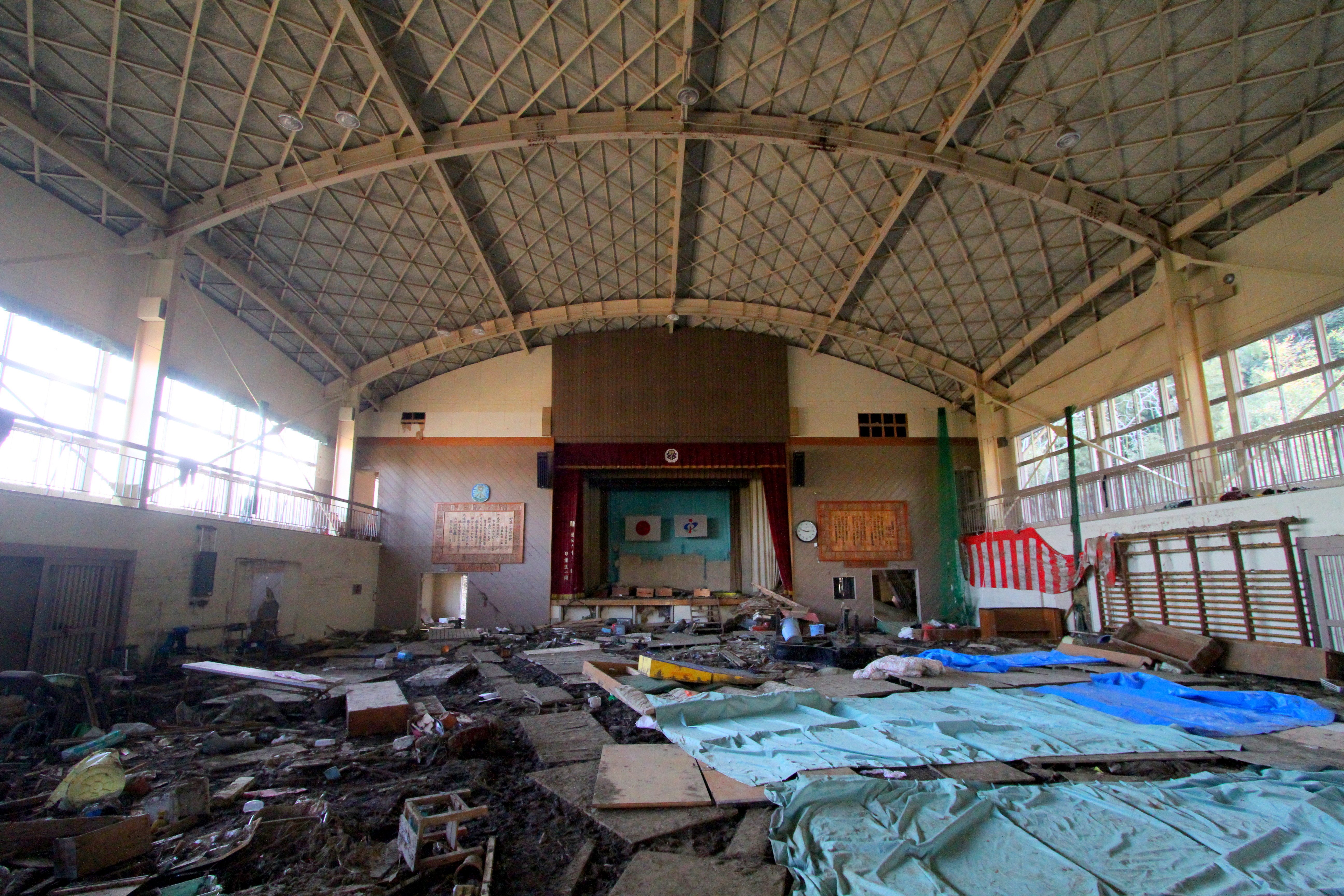
2011年地震から1か月後の小学校屋内運動場

- 1873年（明治6年5月） - 大蔵省旧官舎を校舎として開校
- 1878年（明治11年5月） - 新町浜横丁に校舎完成
- 1879年（明治12年6月） - 校名を公立野蒜小学校と改称
- 1887年（明治20年4月） - 校名を野蒜尋常小学校と改称
- 1889年（明治22年8月） - 町村制施行により東名尋常小学校を統合し、東名、大塚、浅井に分教場を置く
- 1893年（明治26年8月） - 新町に新校舎落成
- 1902年（明治35年4月） - 高等科を併置し、校名を野蒜尋常高等小学校と改称
- 1930年（昭和5年1月） - 現在地に新校舎完成。分教場を廃止し移転統一
- 1935年（昭和10年2月） - 校歌を制定
- 1939年（昭和14年12月） - 本校舎、1棟2教室を増築
- 1941年（昭和16年4月） - 校名を野蒜国民学校と改称
- 1947年（昭和22年4月） - 校名を野蒜村立野蒜小学校と改称
- 1955年（昭和30年5月） - 鳴瀬町立野蒜小学校と改称
- 1964年（昭和39年7月） - 校旗樹立
- 1968年（昭和43年3月） - 防音新校舎完成｡ （鉄筋コンクリート3階建）
- 1971年（昭和46年8月） - プール完成
- 1975年（昭和50年4月） - 特殊学級を設置（平成元年廃止）
- 1977年（昭和52年3月） - 屋内運動場完成
- 1980年（昭和55年4月） - 完全給食実施
- 1991年（平成3年3月） - 校舎裏東階段取り付け工事
- 1992年（平成4年5月） - 開校記念日を5月22日に設定
- 1992年（平成4年10月） - 体育館放送機器取替え
- 1993年（平成5年3月） - コンピュータ教室（コンピュータ21台）設置
- 1993年（平成5年4月） - 特殊学級新設（2学級）
- 1996年（平成8年4月） - 校歌歌碑除幕
- 1997年（平成9年11月） - ダイオキシン対策により学校焼却炉の使用中止
- 2002年（平成14年4月） - 学校週５日制の完全実施
- 2003年（平成15年10月） - コンピュータ室にパーソナルコンピュータ22台導入
- 2005年（平成17年2月） - 防音機能復旧及び大規模改造事業建設工事のための仮設校舎完成
- 2005年（平成17年4月） - 東松島市立野蒜小学校”と改称
- 2005年（平成17年12月） - 防音機能復旧及び大規模改造事業建設工事に伴う本校舎改修工事終了
- 2006年（平成18年3月） - AED（児童体外式除細動機）職員室に設置
- 2009年（平成21年9月） - 体育館耐震補強改修工事終了
- 2010年（平成22年3月） - コンピュータ室のパーソナルコンピュータ40台更新
- 2011年（平成23年3月） - 東日本大震災 で1階部分が浸水[3]
- 2011年（平成23年4月） - 東日本大震災での被災のため、東松島市役所鳴瀬総合支所内に学校開設・授業再開
- 2012年（平成24年1月） - 現在の仮設プレハブ校舎に移り、授業開始（東松島市小野字中の関6-2）[1]
- 2016年（平成28年3月） - 宮戸小学校と統合し閉校[2]。

## 教育目標
たくましく　しなやかな児童の育成
目指す児童像
- かんがえる子
- おもいやる子
- きたえる子

## 卒業後の進路
公立中学校に進学する場合は東松島市立鳴瀬未来中学校に入学する。

## 所在地
宮城県東松島市小野字中之関6-2

## アクセス
JR東日本仙石線の陸前小野駅より北西へ徒歩25分